# Perinereis vallata
Perinereis vallata är en ringmaskart som först beskrevs av Grube 1858.  Perinereis vallata ingår i släktet Perinereis och familjen Nereididae.
Artens utbredningsområde är havet kring Nya Zeeland. Inga underarter finns listade i Catalogue of Life.